# Leonore Auerbach
Leonore Auerbach (* 5. August 1933 in Amsterdam; auch: Lore Auerbach) ist eine deutsche Politikerin. Als Abgeordnete der SPD gehörte sie während der 11. und 12. Wahlperiode dem Niedersächsischen Landtag an. Sie war Bürgermeisterin der Stadt Hildesheim.

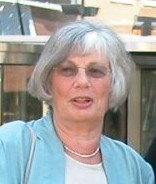
Leonore Auerbach (2005)

## Leben
Auerbach wurde während der politischen Emigration ihrer Eltern in Amsterdam geboren. Ihr Vater Walter Auerbach war aus jüdisch-orthodoxem Elternhaus und SPD-Mitglied. Nach Beginn des Zweiten Weltkriegs floh die Familie im Oktober 1939 weiter nach England. Nach Kriegsende kehrte Auerbach mit der Familie im Oktober 1946 nach Deutschland zurück. Ihr Abitur legte sie im Jahr 1951 in Hannover ab und begann dort ihr Studium an der Pädagogischen Hochschule mit dem Vertiefungsfach Musik.
In den Jahren 1953 bis 1956 war Auerbach als Lehrerin an der Pestalozzi-Schule in Hannover-Linden tätig. Sie begann im Jahr 1956 ein Zweitstudium Realschullehramt Musik und Englisch an der Akademie für Musik und Theater (ab 1958: Hochschule für Musik und Theater) (staatliche Musikschullehrerprüfung in den Fächern Blockflöte sowie Jugend- und Volksmusik [heute wohl: Elementare Musikerziehung]) und baute im Anschluss die Zweigstelle Hannover-Linden der Jugendmusikschule Hannover auf. Ab 1962 leitet Auerbach die von ihr gegründete Musikschule in Hildesheim. In den Jahren 1954 bis 1970 hatte sie einen Lehrauftrag an der Hochschule für Musik und Theater Hannover für Didaktik der musikalischen Grundausbildung. Von 1969 bis 1986 war Auerbach als Lehrerin an der Fachschule für Sozialpädagogik in Hildesheim tätig, machte 1971 bis 1974 ein theoretisches Fortbildungsstudium bei der Deutschen Gesellschaft für Individualpsychologie und studierte berufsbegleitend an der  Pädagogischen bzw. Wissenschaftlichen Hochschule Kulturpädagogik mit dem Abschluss der Diplom-Kulturpädagogin.
Auerbach wurde im Jahr 1951 Mitglied der SPD und später stellvertretende Vorsitzende des SPD-Stadtverbandes in Hildesheim. Im Jahr 1960 trat sie der Arbeiterwohlfahrt bei. Auerbach wurde Aufsichtsratsmitglied des Stadttheaters Hildesheim. Sie war Mitglied des Kuratoriums der Weinhagenstiftung in Hildesheim. Auerbach war von 1985 bis 1994 Präsidentin der Arbeitsgemeinschaft Deutscher Chorverbände und von 1988 bis 2000 Bundesvorsitzende des Arbeitskreises Musik in der Jugend sowie von 1981 bis 1990 Vizepräsidentin des Landesmusikrates Niedersachsen. Sie war zudem kooptiertes Mitglied des Vorstandes der Landesarbeitsgemeinschaft der Fachschulen für Sozialpädagogik und Vizepräsidentin des Deutschen Musikrates von 1991 bis 2000 sowie in den Jahren 1987 bis 2002 Vorsitzende des Beirates der Bundesakademie für kulturelle Bildung Wolfenbüttel.
Politisch war sie in den Jahren 1972 bis 1991 Ratsfrau und wurde im Jahr 1976 Erste Bürgermeisterin der Stadt Hildesheim. In der 11. und 12. Wahlperiode war sie Mitglied des Niedersächsischen Landtages vom 21. Juni 1986 bis 20. Juni 1994. Sie wurde Schriftführerin des Niedersächsischen Landtages vom 9. Juli 1986 bis 20. Juni 1990 und war Vorsitzende des Ausschusses für Wissenschaft und Kunst vom 27. Juni 1990 bis 20. Juni 1994.

## Auszeichnungen
- 1984: Ehrenring der Stadt Hildesheim
- 1994: Ehrendoktorwürde der Universität Hildesheim auf Antrag des Fachbereichs Kulturwissenschaften und Ästhetische Kommunikation[1]
- 1995: Verdienstkreuz 1. Klasse des Bundesverdienstordens[2]
- 2002: Ehrenbürgerschaft der Bundesakademie für Kulturelle Bildung Wolfenbüttel[3]
- 2008: Praetorius Musikpreis Niedersachsen in der Kategorie „Ehrenamtliches Engagement“[4]
- 2005: Ehrenbürgerschaft der Stadt Hildesheim[5]
- Verdienstkreuz am Bande des Niedersächsischen Verdienstordens

## Schriften
- mit Maria Behnke: Hildesheim cathedral. Bernward, Hildesheim 1980, ISBN 3-87065-185-7.
- Musikalische Grundausbildung: Beiträge zur Didaktik (Die Musikschule; Band 3: Bausteine für Musikerziehung und Musikpflege). Schott, Mainz, London, New York 1974, ISBN 3-7957-1027-8.
- Hören lernen, Musik erleben: 100 Spiele und Beschäftigungen zur Vermittlung musikalischer Grundfertigkeiten. Anleitung für die musikalische Arbeit im Kindergarten und in der Vorschulgruppe, verwendbar auch in der Familie, im Kinderheim, in der ersten Klassen der Grundschule und in der Grundausbildung an Musikschulen. Möseler, Wolfenbüttel, Zürich 1972.
- Musikalische Grundausbildung in der Musikschule. Schott, Mainz, London, New York, Tokio.